# Trichosomoides crassicauda
Trichosomoides crassicauda är en rundmaskart som först beskrevs av Bellingham 1840.  Trichosomoides crassicauda ingår i släktet Trichosomoides och familjen Trichinellidae. Inga underarter finns listade i Catalogue of Life.